# Plagiotremus laudandus
Plagiotremus laudandus là một loài cá biển thuộc chi Plagiotremus trong họ Cá mào gà. Loài này được mô tả lần đầu tiên vào năm 1961.

## Từ nguyên
Tính từ định danh laudandus trong tiếng Latinh nghĩa là "đáng được tôn vinh, khen ngợi", hàm ý đề cập không được giải thích rõ về loài cá này.

## Phân bố và môi trường sống
P. laudandus có phân bố ở ở Tây Thái Bình Dương, từ Philippines và Đông Indonesia ngược lên phía bắc đến quần đảo Ryukyu, phía đông đến Fiji và Tonga, phía nam đến Úc và đảo Lord Howe.
P. laudandus sống trên các rạn san hô trong đầm phá và ám tiêu, độ sâu đến ít nhất là 30 m.

## Mô tả
Chiều dài lớn nhất được ghi nhận ở P. laudandus là 8 cm. Loài này còn được biết đến với khả năng bắt chước kiểu hình của cá mào gà Meiacanthus atrodorsalis, nhưng có thể phân biệt được do P. laudandus có thân mảnh hơn. Các loài Meiacanthus đều có tuyến nọc độc trong răng nanh, do đó chúng là hình mẫu để nhiều loài khác bắt chước theo, gọi là bắt chước kiểu Bates (loài không độc bắt chước kiểu hình, hành vi của một loài có độc).
Một phân loài của P. laudandus, P. laudandus flavus, có kiểu hình hoàn toàn màu vàng, từng được công nhận là hợp lệ. Tuy nhiên, kết quả kiểm tra hình thái cho thấy thực chất đó chỉ là một biến thể màu sắc của P. laudandus, không những vậy mà quần thể "P. flavus" này cũng chia sẻ cùng haplotype với P. laudandus. Kiểu hình vàng này của P. laudandus được tìm thấy ở Fiji và Tonga, nơi mà chúng bắt chước hai loài tương ứng, Meiacanthus oualanensis và Meiacanthus tongaensis.
Số gai vây lưng: 7–8; Số tia vây lưng: 27–29; Số gai vây hậu môn: 2; Số tia vây hậu môn: 20–23; Số tia vây ngực: 11–12.

## Sinh thái
P. laudandus là loài chuyên ăn chất nhầy và vảy cá khác.
Trứng của P. laudandus có chất kết dính, được gắn vào chất nền thông qua một tấm đế dính dạng sợi. Cá bột là dạng phiêu sinh vật, thường được tìm thấy ở vùng nước nông gần bờ.